# Nutsgebouw (Baarn)
Het Nutsgebouw aan de Burgemeester Penstraat 4-6 is een gemeentelijk monument in Baarn in de provincie Utrecht.
In 1876 richtte de Baarnse afdeling van de Maatschappij tot nut van het algemeen een Nutstekenschool op. De bouwkundige en gemeenteopzichter J.D. van der Veen was de eerste leraar. Hij gaf les van 1876-1880 in de openbare school aan de Eemnesserweg. Het pand werd al gauw te klein, en omdat het bestuur ook graag een bibliotheek in het gebouw wilde, werd in 1905 het stalgebouw aan de Leestraat betrokken. Het geld hiervoor werd tegen gunstige condities beschikbaar gesteld door de bewoner van villa Peking, de heer G.H. van Senden.
Toen dat gebouw ook te klein bleek trok Van Senden opnieuw de portemonnee voor een nieuw gebouw op van de gemeente gekochte grond aan de Burgemeester Penstraat. Een gedenksteen uit 1908 herinnert aan de eerstesteenlegging. Naast de Nutstekenschool kwam er ook een Nutsbibliotheek en een Nutsspaarbank in het pand. Het is voor de Tweede Wereldoorlog ook gebruikt door de Doopsgezinde gemeente. De ingang is in de linker zijgevel. Aan het Nutsgebouw vast zit de bewaarderswoning, met de ingang aan de achterzijde.

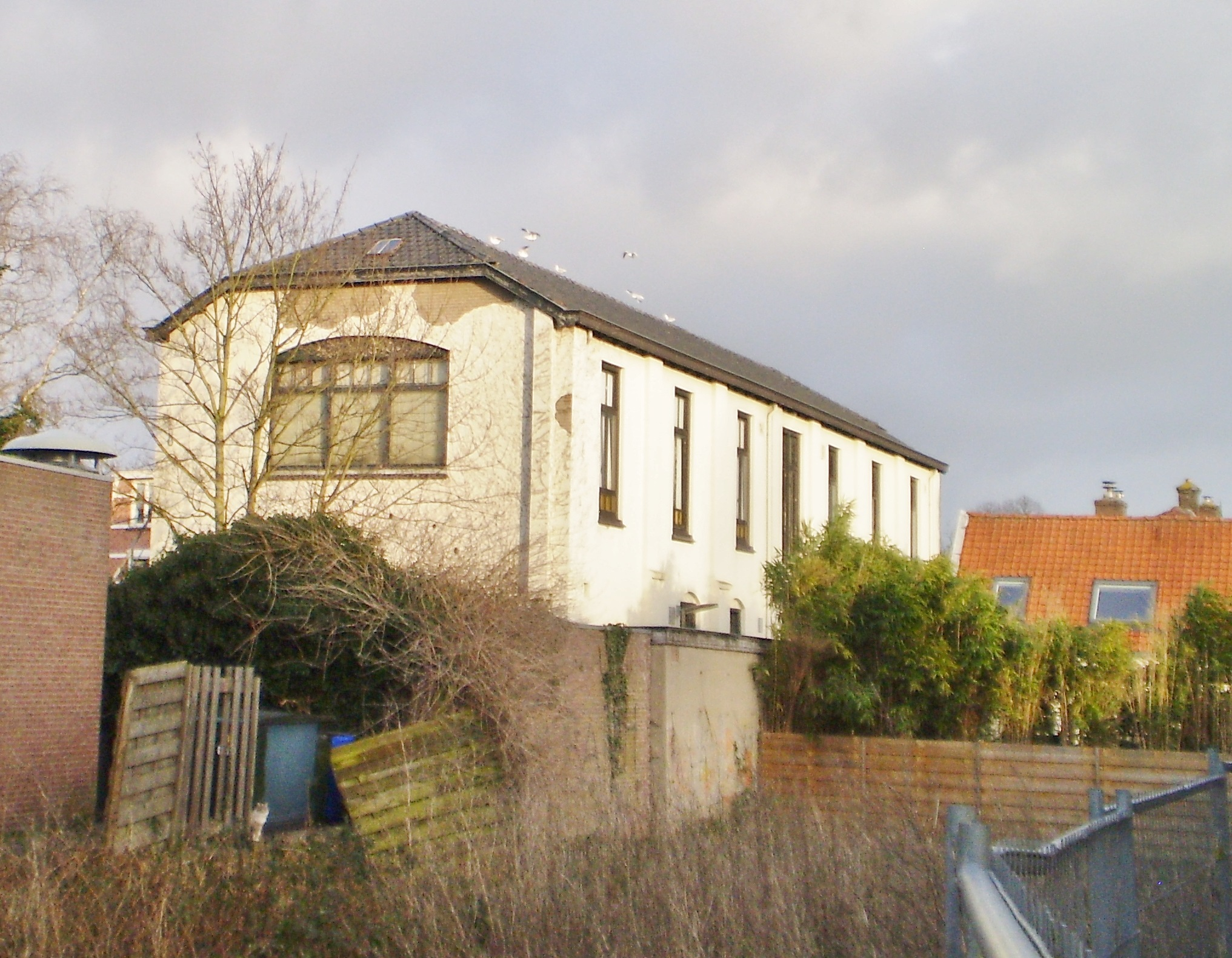
Nutsgebouw vanuit de Hoofdstraat

In 1964 gaat de vakschool op in de nieuwgestichte LTS. in Soest. Het gebouw werd verhuurd aan jeugdclubs, aan de EHBO aan zangverenigingen en werd gebruikt als opslagruimte aan Philips Phonogram Industrie. Toen de Nutsbibliotheek in 1975 werd opgeheven kwam het in bezit van de gemeente. Enkele jaren later werd door de V.J.V. (vormingswerk jong volwassenen) het vormingscentrum De Vonk gestart. Van 1981 - 1989 was het in gebruik als Filmhuis. Andere gebruikers waren de stichting Doen, een werkelozenproject met o.a. de spullenhulp. Nadat het VJV in 1985 werd opgeheven werd het Nutsgebouw gebruikt door de Kennedy MAVO. Per 1 september 1988 werd het Rode Kruis de hoofdhuurder met als onderhuurders de MAVO, het Filmhuis en het Baarns Vrouwen Overleg. Sinds februari 1993 komt de Baarnse afdeling van de Odd Fellows er wekelijks ‘s avonds bij elkaar.
Aan de rechte Penstraat staan vooral arbeiderswoningen. Voor 1904 heette de straat de Achterstraat. Onduidelijk is of de Penstraat naar de vader F. Pen of de zoon J. Pen is genoemd. Beiden waren burgemeester van Baarn.